# Renato Mismetti

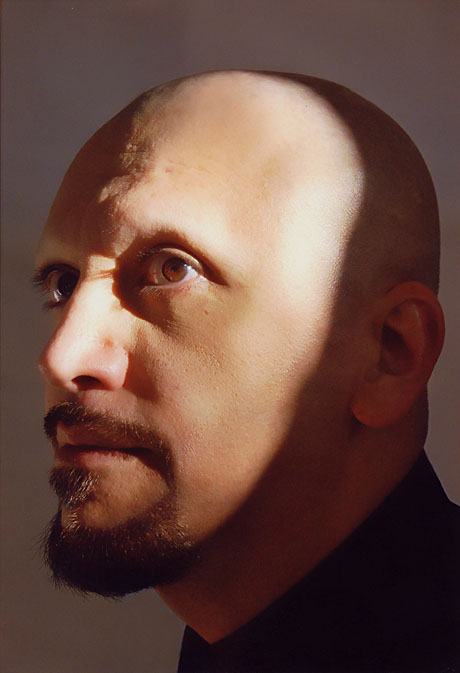

Renato Mismetti (* 1960 in Cajuru in São Paulo, Brasilien) ist ein italo-brasilianischer Lied-, Konzert- und Opernsänger (Bariton).

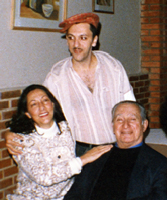
Edmar Ferretti, Renato Mismetti, Camargo Guarnieri

Er erhielt seine gesangliche Ausbildung u. a. bei Edmar Ferretti, Denise Felipe, Zuinglio Faustini, Leila Farah, Carmo Barbosa, Marianne Spiecker-Henke und Julia Hamari.
Der Komponist Camargo Guarnieri erarbeitete mit Mismetti während dessen Studium die Interpretation seiner „Três Poemas Afro-Brasileiros“. Mismetti verkörperte später auch die Titelrolle in dessen Oper „Pedro Malazarte“.
Nach Abschluss seiner Diplome als Sänger, Kunstpädagoge und Psychologe kam Mismetti nach Deutschland, um seine Studien als Sänger und Musikwissenschaftler an der Hochschule für Musik und Theater Hamburg zu vertiefen.
Seinen künstlerischen Schwerpunkt legte er auf die Interpretation des Kunstliedes – hier insbesondere auf die Verbreitung der brasilianischen Vokalmusik. Zusammen mit dem Pianisten Maximiliano de Brito trat Renato Mismetti in renommierten Konzerthäusern auf, wie in der Musikhalle Hamburg, dem Konzerthaus am Gendarmenmarkt Berlin, dem Cuvilliés-Theater München, dem Gewandhaus zu Leipzig, der Alten Oper Frankfurt, dem Wiener Konzerthaus, dem Salle Gaveau Paris, der St. John’s Smith Square London, dem Teatro Amazonas Manaus und der Weill Recital Hall at Carnegie Hall New York. 
Komponisten wie Marlos Nobre und Jorge Antunes widmeten Mismetti Werke, die er in seinen Konzerten zur Uraufführung brachte.
Nach einigen Jahren intensiver Konzerttätigkeit arbeitete Mismetti an der Entwicklung von Kunst- und Musikprojekten zum internationalen Kulturaustausch. Ab 2003 war er Künstlerischer Leiter der 1996 gegründeten Apollon-Stiftung Bremen. 2008 stellte diese ihre Tätigkeit ein.